# Kulla ängar
Kulla ängar är ett naturreservat i Åtvidabergs kommun i Östergötlands län.
Området är naturskyddat sedan 2003 och är 21 hektar stort. Reservatet omfattar en västsluttning ner mot sjön Stora Bjän. Reservatet består av lövskog med inslag av ädla lövträd.